# Archibald Douglas (comte de Moray)
Pour les articles homonymes, voir Archibald Douglas.
Archibald Douglas, comte de Moray (1426 - 1455) est un pair d'Écosse et membre du clan Douglas.

## Biographie

### Famille
Archibald est le troisième fils de James Douglas, 7e comte de Douglas et de Beatrice Lindsay, fille d'Henry II Sinclair, comte des Orcades.
Il compte parmi ses frères William Douglas, 8e comte de Douglas, James Douglas, 9e comte de Douglas (et son frère jumeau), Hugh Douglas, comte d'Ormonde et John Douglas, Lord de Balvenie.

### Carrière et mariage
Il devient comte de Moray de jure uxoris lorsqu'il épouse Elizabeth Dunbar en 1442. 
En 1445 il est présent au Parlement d'Écosse.

### Rébellion et mort
Après l'assassinat de son frère William par le roi Jacques II en 1452, Moray entre en rébellion ouverte contre le roi.
Avec ses autres frères, sauf son jumeau James, devenu 9e comte de Douglas, Archibald affronte l'armée royale le 1er mai 1455 à la bataille d'Arkinholm et est défait. Moray meurt de ses blessures, ses terres sont confisquées par la Couronne. Ormonde est capturé et exécuté pour trahison, mais Balveny parvient à s'enfuir.